# 佩尔内蒂站

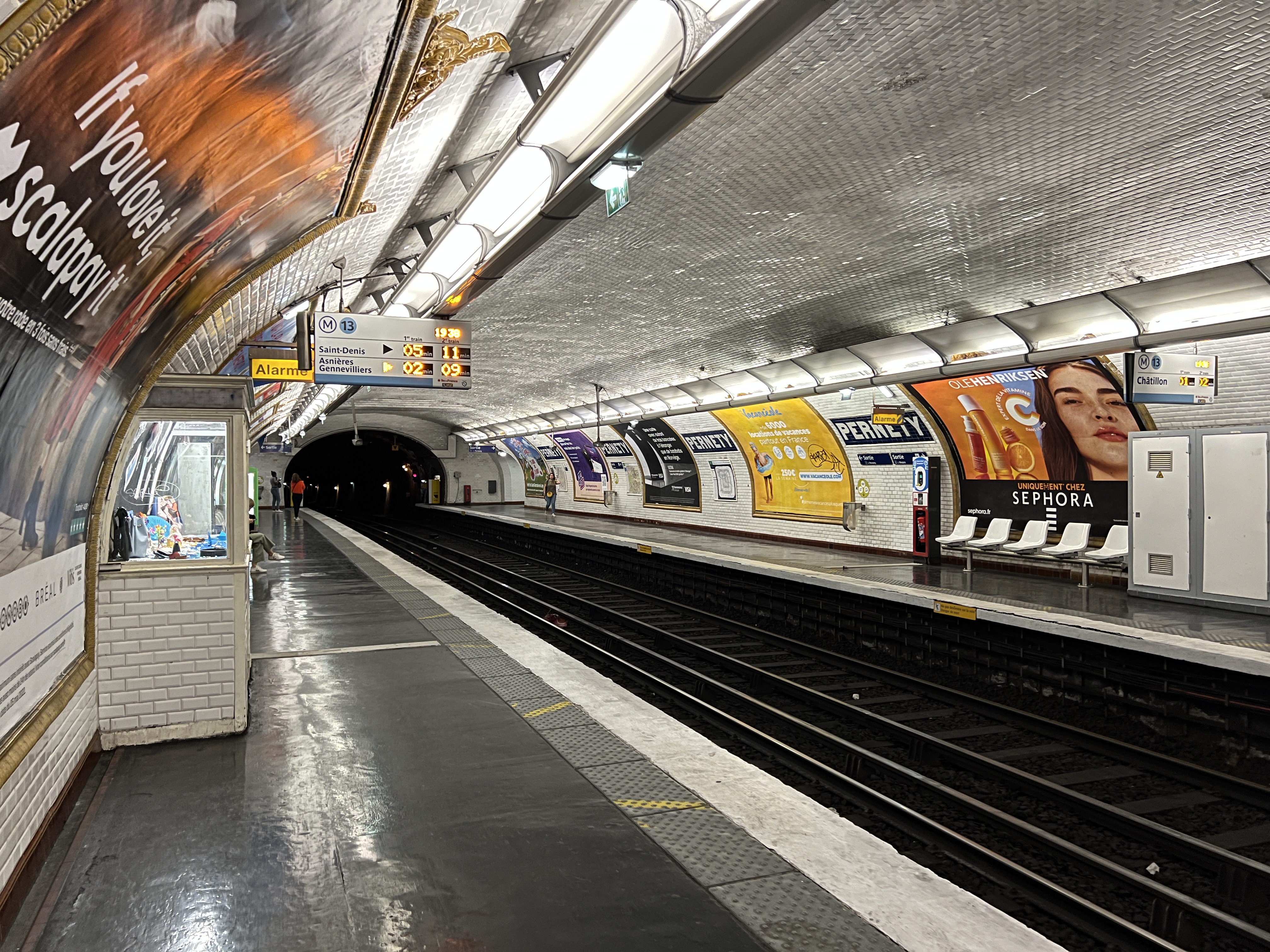
月台（2022年7月）

佩尔内蒂站（法語：Pernety）是巴黎地鐵的一個車站，位於巴黎十四區，是巴黎地鐵13號線的一個車站。佩尔内蒂站開通於1937年1月21日，最初是巴黎地鐵14號線的車站，在1976年11月9日改為地鐵13號線的車站。車站名稱來自於佩尔内蒂路，其得名于法国将军约瑟夫·马里·德·佩尔内蒂。

## 車站結構
| 街道層     |                    |                                 |
| B1         | 夾層               |                                 |
| 13號線月台 | 側式月台，右側開門 | 側式月台，右側開門              |
| 13號線月台 | 北行               | 往莱库尔蒂耶/聖但尼大學（愉悅） |
| 13號線月台 | 南行               | 往沙蒂永-蒙魯日（普莱桑斯）     |
| 13號線月台 | 側式月台，右側開門 |                                 |